# Yohan Betsch
Pour les articles homonymes, voir Betsch.
Yohan Betsch, né le 16 février 1987 à Argenteuil, est un footballeur professionnel français qui évolue au poste de milieu de terrain au FC Foron en Régional 3.

## Biographie
Passé par les équipes de jeunes de l'USO Bezons et du FC Saint-Leu, Yohan Betsch est formé au Racing Club de Paris de 2003 à 2006. À 18 ans il fait ses débuts en équipe première, en CFA. Il joue 21 matches et est repéré par le FC Metz, où Francis De Taddeo lui fait signer un contrat stagiaire d'un an en 2006. À Metz, il passe de quatre à huit entraînements par semaine, et progresse sur le plan technique et physique. Il n'apparait pas en équipe première mais signe un premier contrat professionnel d'un an en juin 2007 et devient un cadre de l'équipe réserve. Milieu défensif de formation, il est replacé au poste de défenseur latéral par José Pinot, son entraîneur.
En fin de contrat, il rejoint l'US Créteil pour relancer sa carrière en National. Après un passage avec succès dans le club lusitanien qui échoue au pied du podium, il suit son entraîneur Laurent Fournier au RC Strasbourg où il subit sa première grosse blessure (rupture du ligament croisé du genou gauche). Il revient en janvier mais le club dépose le bilan en fin d'année, après avoir terminé quatrième de National.
Il se retrouve à nouveau libre est de retour à Metz pour ses premiers pas en Ligue 2, mais la relégation du club en fin de saison lui fera choisir de le quitter libre pour s'engager avec le Stade lavallois pour trois ans. Indésirable aux yeux du coach en place au bout d'un an, il refuse d'être prêté, résilie, et s'engage en juillet 2013 à Clermont, où il est un des hommes de base de Régis Brouard puis Corinne Diacre durant ses deux années de contrat.
Il quitte le club en fin de contrat et s'entraîne avec l'UNFP avec laquelle il dispute le tournoi FIFPro, avant de s'engager le 30 juillet 2015 à l'AFC Tubize, en deuxième division belge pour tenter sa première expérience étrangère. Son bon début de saison est interrompu en août par une rupture du ligament croisé antérieur du genou droit, survenue lors d'un match de Coupe de Belgique. Opéré en septembre, il est absent sept mois. À l'été 2017 il signe au FC Annecy en National 2 avec pour objectif la montée en National 1, qu'il obtiendra au bout de trois ans en 2020, après une troisième rupture des ligaments croisés qui l'avait éloigné des terrains pendant près d'un an.
Depuis 2020 il joue en Régional 3 au FC Foron, où il est capitaine.